# NGC 1461
NGC 1461 is een lensvormig sterrenstelsel in het sterrenbeeld Eridanus. Het hemelobject werd op 6 oktober 1785 ontdekt door de Duits-Britse astronoom William Herschel.

## Synoniemen
- PGC 13881
- MCG -3-10-47